# Dores de crescimento
Dores de crescimento são sintomas de dor relativamente comum em crianças. Tipicamente, elas são localizadas nos músculos, em vez das juntas, na perna e menos comumente nos braços. Elas são geralmente sentidas em ambos os lados, e aparecem ao dia à tarde ou no meio da noite, acordando a criança, com dor variando de leve a muito severa. A dor é ausente pela manhã, e não há sinais clínicos objetivos de inflamação. A dor pode ocorrer de madrugada ou ser ausente por dias a meses. Dor de crescimento não é associada a outras sérias doenças e geralmente se resolve ao final da infância, mas episódios frequentes são capazes de ter um efeito substancial na vida da criança.

## Diagnóstico
Na ausência de claudicação, perda de mobilidade, ou sinas psíquicos, investigações em laboratório para excluir outros diagnósticos não é garantido.
A Síndrome da perna irrequieta é algumas vezes diagnosticada erroneamente como dores de crescimento.

## Causa
As causas das dores de crescimento são desconhecidas. Elas não são associadas com surtos de crescimento e alguns autores sugerem que o termo 'dor recorrente em um membro na infância' pode ser usados no lugar. Teorias da causa incluem postura falha, distúrbio de perfusão vascular, cansaço, ou causas psicológicas. Foi cada vez mais reconhecido que dores de crescimento são sintomas físicos de trauma em percepção emocional, possivelmente por ajustamento de falta de suporte emocional e um ou outro pai em momentos críticos do desenvolvimento. Alguns pais são capazes de associar episódios de dor com exercício físico ou de mudanças de humor na criança.

## Tratamento
Pais e crianças podem ser substancialmente tranquilizados pela explicação da benigna e auto-limitação da natureza das dores. Não existem estudos substanciais de eficácia em qualquer intervenção; no entanto massagem local, banhos quentes e drogas analgésicas como o paracetamol (acetaminofeno) são frequentemente usadas. Na maioria das vezes pela manhã a dor some deixando nenhum sinal de erupção cutânea ou outros efeitos colaterais notáveis.